# UTADA HIKARU SINGLE CLIP COLLECTION+ VOL.3
UTADA HIKARU SINGLE CLIP COLLECTION+ VOL.3為宇多田光第三部影音特輯，於2002年9月30日以DVD及VHS形式發行。

## 概要
- 本作收錄由FINAL DISTANCE至DEEP RIVER的所有PV及部份PV的製作花絮
- 雖然上一部影音特輯UH2已收錄FINAL DISTANCE的PV，但這次UH3+亦再次收錄。
- 有別於以往兩部影音特輯的標題，這次UH3刻意在標題中加上"+"號，是因為"SINGLE CLIP"這名字顧名思義應該只收錄曾發行單曲的PV，但這次卻收錄從未發行過單曲而又拍攝了PV的Deep River，故在標題中加上"+"號。
- 本影音特輯內所有PV均由宇多田光的前夫紀里谷和明執導。

## 收錄內容
1. FINAL DISTANCE
2. traveling
3. Hikari
4. Sakura Drops
5. Deep River
6. Making Of "FINAL DISTANCE"
7. Making Of "traveling"
8. Making Of "Hikari"
9. Making Of "Sakura Drops"